# ویلیام مارتین کافی
ویلیام مارتین کافی (انگلیسی: William Martin Cafe؛ ۲۶ مارس ۱۸۲۶ – ۶ اوت ۱۹۰۶) فرد نظامی اهل پادشاهی متحد بریتانیای کبیر و ایرلند بود. وی همچنین برندهٔ جوایزی همچون صلیب ویکتوریا شده‌است.